# Distretto di Suwannaphum
Il distretto di Suwannaphum (in thailandese: สุวรรณภูมิ) è un distretto (amphoe) della Thailandia, situato nella provincia di Roi Et.